# Ірма Адельман
Ірма Адельман (уроджена Глікман, англ. Irma Glickman Adelman — Ірма Ейдлмэн, 14 березня 1930, Чернівці, Румунія (нині Україна) — 5 лютого 2017) — американська економістка, професор Каліфорнійського університету в Берклі (США). Входить до списку 100 великих економістів після Кейнса за версією Марка Блауга.

## Життєпис
Народилася в сім'ї Якова Макса Глікмана та Раї Етінгон.
Отримала освіту в Каліфорнійському університеті в Берклі (США): бакалаврат в 1949 році, магістратура в 1950 році, докторка філософії в 1955 році.
Почала викладати в університеті в Берклі у 1955 році. А в 1962 році перейшла працювати до Стенфордського університету, а потім — до університету Джонса Гопкінса, і нарешті, до Північно-західного університету США у 1966 році, де стала професоркою.
У 1977 році Адельман працювала один рік у Світовому банку у Вашингтоні на посаді головної економістки Центру досліджень економіки країн, що розвиваються. В 1978 році призначена професоркою економіки в університеті Меріленда. У 1977—1978 роках працювала науково співробітницею в Голландському інституті гуманітарних і суспільних наук.
У 1979 році Адельман повернулася до університету Берклі і обійняла посаду професора економіки сільськогосподарських ресурсів.
Ірма Адельман обиралася віце-президентом Американської економічної асоціації в 1979 році.

## Наукові досягнення
Ірма Адельман зробила великий внесок у створення обчислюваних моделей загальної рівноваги, що використовуються в економічному плануванні. У співпраці з Синтією Морріс вона застосувала нову техніку багатовимірного аналізу в дослідженні взаємодій між економічними, соціальними і політичними силами в процесі економічного розвитку. Також розробляла кількісну оцінку залежності між економічним зростанням і нерівністю у розподілі доходів у країнах, що розвиваються.
У першій книзі «Теорії економічного росту і розвитку» (англ. «Theories of Economic Growth and Development», Стэнфордский университет, 1961 рік; 2-е вид., 1974 рік) Адельман висловила ідеї економістів минулого (Адама Сміта, Давида Рікардо, Карла Маркса та Йозефа Шумпетера) за допомогою єдиної всеохоплюючої математичної моделі економічного зростання.
У другій роботі «Теорія та розробка економічного розвитку» (англ. «The Theory and Design of Economic Development», Університет Джона Гопкінса, 1966 рік) будує вичисляєму модель планування для країн третього світу, в даному випадку для Кореї.
Визнання прийшло до Адельман після третьої книги «Суспільство, політика та економічний розвиток: кількісний підхід» (англ. «Society, Politics, and Economic Development: A Quantitative Approach», Університет Джона Гопкінса, 1967 рік), написаній у співавторстві з Сільвією Морріс. У цій роботі авторки заявили новий міждисциплінарний підхід до квантитативного аналізу каузальних чинників процесу розвитку. У ній аналізувалися статистичні взаємозв'язки між різними індикаторами економічного розвитку і різноманітними економічними, соціальними і політичними факторами, що визначають економічний розвиток, з використанням даних по сорока трьох країнах, що розвиваються.
У 1994 році Ірма Адельман в числі низки відомих економістів підписала «Заяву про наміри Групи економічних перетворень» з пропозиціями до російського уряду, що стосуються економічної політики. У заяві критикувалася політика «шокової терапії» і містився заклик до уряду грати активнішу роль в економіці.

### Список наукових праць
- «Dynamic Properties of the Klein-Goldberger Model», with F. L. Adelman, 1959, Economica
- Theories of Economic Growth and Development, 1961.
- «An Econometric Analysis of Population Growth», 1963, AER.
- «Foreign Aid and Economic Development: The case of Greece», with H. B. Chenery, 1966, REStat.
- The Theory and Design of Economic Development, 1966.
- Society, Politics and Economic Development: a quantitative approach, with C. T. Morris, 1967.
- Economic Growth and Social Equity in Developing Countries, with C. T. Morris, 1973.
- «Strategies for Equitable Growth», 1974, Challenge
- «Development Economics: a reassessment of goals», 1975, AER.
- «Growth, Income Distribution and Equity-Oriented Development Strategies», 1975, World Development
- «Policies for Equitable Growth», with C. T. Morris, Robinson and S., 1976, World Development
- Income Distribution Policy in Developing Countries: A case study of Korea, with S. Robinson, 1977.
- «Growth and Impoverishment in the Middle of the 19th Century», with C. T. Morris, 1978, World Development
- Redistribution Before Growth: A strategy for developing countries. 1978.
- «Beyond Export-Led Growth», 1984, World Development
- «A Poverty-Focused Approach to Development Policy», 1986, in Lewis, editor, Development Strategies Reconsidered
- «Confessions of an Incurable Romantic», 1988, BNLQR.
- Comparative Patterns of Economic Development, 1850—1914, 1988
- «Злидні і Терор» [Архівовано 23 січня 2011 у Wayback Machine.]